# James T. Farley
James T. Farley (Albemarle megye, 1829. augusztus 6. – Jackson, 1886. január 22.) az Amerikai Egyesült Államok szenátora (Kalifornia, 1879–1885).